# Kita-Sanjūyo-Jō (metropolitana di Sapporo)
Kita-Sanjūyo-Jō (北34条駅?, Kita-Sanjūyo-Jō-eki) (N02) è una stazione della metropolitana di Sapporo situata nel quartiere di Kita-ku, a Sapporo, Giappone. Fino al 1978 la stazione è stata il capolinea nord della linea, prima dell'estensione verso Asabu.

## Struttura
La stazione è costituita da due marciapiedi laterali con due binari passanti al centro in sotterranea e così utilizzati:
| 1 | Linea Namboku | per Sapporo, Ōdōri e Makomanai |
| 2 | Linea Namboku | per Asabu                      |

La stazione fa parte di un complesso che include un supermercato e alcuni ristoranti e bar.

## Stazioni adiacenti
| «             | Servizio      | »              |
| Linea Namboku | Linea Namboku | Linea Namboku  |
| ------------- | ------------- | -------------- |
| Asabu         | Locale        | Kita-Nijūyo-Jō |